# John Lounge
John Michael Lounge (ur. 28 czerwca 1946 w Denver, zm. 1 marca 2011 w Burlington) – amerykański inżynier, żołnierz i astronauta.

## Życiorys
W 1964 ukończył szkołę w Burlington, a w 1969 studia na United States Naval Academy, w 1970 uzyskał dyplom z astrogeofizyki na University of Colorado. Przechodził szkolenie na lotnika morskiego w Pensacoli na Florydzie, później służył na lotniskowcu USS Enterprise w Azji Południowo-Wschodniej, biorąc udział w 99 misjach bojowych. W 1974 został instruktorem w Wydziale Fizyki United States Naval Academy, 1976-1978 pracował w Navy Space Project Office w Waszyngtonie, w lipcu 1978 został zatrudniony w Centrum Lotów Kosmicznych imienia Lyndona B. Johnsona jako główny inżynier odpowiedzialny za wysyłanie sztucznych satelitów na orbitę i członek drużyny kontroli lotów programu Skylab. 19 maja 1980 został wybrany przez NASA kandydatem na astronautę, zakwalifikował się w sierpniu 1981. Od 27 sierpnia do 3 września 1985 był specjalistą misji STS-51-I trwającej 7 dni, 2 godziny i 18 minut. Start nastąpił z Centrum Kosmicznego im. Johna F. Kennedy’ego, a lądowanie w Edwards Air Force Base w Kalifornii. Umieszczono na orbicie satelity telekomunikacyjne Aussat-1, ASC-1 oraz Leasat-4 (Syncom IV-4), naprawiono też (aktywowano) w otwartej przestrzeni satelitę Leasat-3 (Syncom IV-3) umieszczonego na orbicie przez załogę promu kosmicznego Discovery STS-51-D.

Od 29 września do 2 października 1988 jako specjalista misji uczestniczył w misji STS-26 trwającej 4 dni i godzinę. Była to pierwsza misja po katastrofie Challengera. Umieszczono na orbicie satelitę telekomunikacyjnego TDRS-3. Trzecią i ostatnią jego misją była STS-35 od 2 do 10 grudnia 1990, trwająca 8 dni, 23 godziny i 5 minut. Obserwowano przestrzeń kosmiczną w ultrafiolecie i promieniowaniu rentgenowskim za pomocą obserwatorium ASTRO-1 umieszczonego w ładowni wahadłowca.
 Łącznie astronauta spędził w kosmosie 20 dni, 2 godziny i 23 minuty.